# Бенхамин Кушчевић
Бенхамин Кушчевић Харамиљо (шп. Benjamín Kuscevic Jaramillo; Сантијаго, 2. мај 1996) је чилеански фудбалер који тренутно наступа за Форталезу. Игра на позицији одбрамбеног играча.

## Успеси
Универсидад католика
- Прва лига Чилеа  (4) : 2016. Клаусура,[8] 2016. Апертура,[9] 2018,[10] 2019.[11]
- Суперкуп Чилеа  (2) : 2016,[12] 2019,[13] (финале: 2017)[14]

 Палмеирас
- Серија А Бразила (1) : 2022.[15]
- Куп Бразила (1) : 2020.[16]
- Суперкуп Бразила  (1) : 2023.[17]
- Првенство Сао Паула  (1) : 2022.[18]
- Копа либертадорес (2) : 2020,[19] 2021.[20]
- Рекопа судамерикана  (1) : 2022[21]
- Светско клупско првенство: (финале: 2021)[22]